# Boynton Beach
Boynton Beach is een plaats (city) in de Amerikaanse staat Florida, en valt bestuurlijk gezien onder Palm Beach County.

## Demografie
Bij de volkstelling in 2000 werd het aantal inwoners vastgesteld op 60.389.
In 2006 is het aantal inwoners door het United States Census Bureau geschat op 68.284.

## Geografie
Volgens het United States Census Bureau beslaat de plaats een oppervlakte van
42,1 km², waarvan 41,1 km² land en 1,0 km² water.